# Sint Annakerk (Cork)
De Sint Annakerk of voluit Sint Annakerk Shandon (Engels: Saint Anne's ,Shandon) (Iers: Eaglais Naomh Áine, An Seandún) is een kerk in barokke stijl uit 1722 in de stad Cork op het eiland Ierland. De kerk staat op de plek waar tot 1690 de Sint-Mariakerk stond. De Mariakerk werd tijdens het Beleg van Cork in de Williamitische Oorlog in Ierland vernietigd. Deze kerk is het symbool van de stad Cork. De kerk is mede bekend wegens haar klokken en de uitkijktoren. De kerk ligt ten noorden van het Stadseiland Cork en de rivier de Lee. De kerk ligt in de wijk Shandon, waarnaar zij vernoemd is. Het bijzondere aan deze kerk en haar toren is dat ze deels in rode zandsteen en deels in kalksteen is gebouwd. Door de lokale bevolking wordt de kerk liefelijk The four faced liar genoemd (De leugenaar met vier gezichten) omdat de uurwerken verschillende tijden aangeven. De kerktoren is in totaal vijftig meter hoog. De kerk werd een eigen parochie in 1772. De klokken zijn gegoten door de bekende Britse klokkengietersfamilie Rudhall van Gloucester. Horlogemaker James Mangan heeft de uurwerken gemaakt. Een ander voorbeeld van het werk  door deze horlogemaker zijn de horloges in St Patrick's Street, de hoofdwinkelstraat van Cork.